# 利物浦回声报
《利物浦回声报》（英語：Liverpool Echo）是英国利物浦的一份地方性报纸，隶属于影响领域公司（旧称三一镜报）。
报纸于1879年创刊，总部位于利物浦市中心的圣保罗广场，印刷厂位于大曼彻斯特地区的奥尔德姆。根据2021年的统计，该报日均销量为23414份。
利物浦当地的两家足球俱乐部——利物浦和埃弗顿的新闻在该报占有较大的篇幅。

## 历史
1879年，《利物浦回声报》作为《利物浦每日邮报》的廉价姊妹报纸首次出版。从创刊到1917年，这份报纸的价格为半便士。今天，《利物浦回声报》周一至周五的售价是1.40英镑，周六是1.80英镑，周日则与周一至周五相同。
该报社历经扩张，于1985年重组为三一国际控股。在此之前，两份报纸以小报格式重新推出。
1989年4月16日，为报道前一天发生的希尔斯堡惨案，《利物浦回声报》出版了一期特别的周日版。在这场灾难中，97名利物浦球迷在谢菲尔德的足总杯半决赛中不幸遇难。当日印刷的75,000份报纸全部售罄。
1999年，三一国际控股与镜报集团合并为三一镜报，成为英国最大的报业集团。2018年，三一镜报更名为影响领域公司 。
2014年1月7日，《利物浦回声报》宣布将推出周天版。据报纸介绍，《星期天回声报》是“周天版报纸，而非独立报纸”。
2008年，该报纸的印刷工作从利物浦转移到位于大曼彻斯特的奥尔德姆，而记者仍会在利物浦市中心的圣保罗广场工作。
2020年，主编阿利斯泰尔·马克雷卸任，由玛丽亚·布雷斯林接替。